# 最终幻想系列游戏列表
最终幻想（香港和台湾旧译）是由史克威尔艾尼克斯（原为史克威尔）开发和发行电子游戏系列。系列首作《最终幻想》最早于1987年在日本发行，之后几乎每年都有一部最终幻想游戏发行。截止2023年，系列一共发行了16部本传系列（数字编号）游戏。除了续作、前传、衍生作品和各种游戏关联作品外，系列还有很多的跨界作品。主系列中的各个作品都发生于不同的架空世界中，续作内容一般与前作没有关联，仅部分作品的世界观间可能存在关联。
大多数的游戏都于多个不同平台上再发行，其中又有许多作品以捆绑打包的形式发售。系列的游戏多为角色扮演游戏，但其中也有一些大型多人在线角色扮演游戏、第三人称射击游戏、塔防游戏或战略角色扮演游戏。继首作在FC游戏机平台上发行后，最终幻想系列已经在十数种游戏平台上发售，此外亦有游戏运行于PC或移动电话上。最终幻想是史克威尔艾尼克斯最成功的游戏系列，包括主系列和衍生作品在内，截至2023年9月，系列在全球售出1.85亿份。最终幻想的流行使其成为了销量最高的游戏系列之一。

## 主系列
| 作品 | |
| --- | --- |
| 最终幻想首发日期： - 日本：1987年12月18日 - 北美：1990年7月12日 - 欧洲：2003年3月14日 （PlayStation版）                    | 各平台发行年份： 1987年 – FC游戏机 1989年 – MSX 2000年 – WonderSwan 2002年 – PlayStation 2004年 – Game Boy Advance，移动电话 2007年 – PlayStation Portable (Final Fantasy Anniversary Edition) 2010年 – iOS 2012年 – Windows Phone 7 2012年 – Android |
| 最终幻想首发日期： - 日本：1987年12月18日 - 北美：1990年7月12日 - 欧洲：2003年3月14日 （PlayStation版）                    | 备注： - 此外游戏还被收录于合辑《最终幻想I-II》（FC游戏机，1994年） ，《最终幻想I·II高级套装》（PlayStation，2002年）和《最终幻想I·II Advance》（Game Boy Advance，2004年）中，另有《Final Fantasy Mobile》（移动电话，2004年）同捆版。 |
| 最终幻想II首发日期： - 日本：1988年12月17日 - 北美：2003年4月8日 （PlayStation版） - 欧洲：2003年3月14日 （PlayStation版） | 各平台发行年份： 1988年 – FC游戏机 2001年 – WonderSwan Color 2002年 – PlayStation 2004年 – Game Boy Advance 2005年 – 移动电话 2007年 – PlayStation Portable (Final Fantasy II Anniversary Edition) 2010年 – iOS 2012年 – Android |
| 最终幻想II首发日期： - 日本：1988年12月17日 - 北美：2003年4月8日 （PlayStation版） - 欧洲：2003年3月14日 （PlayStation版） | 备注： - 此外游戏还被收录于合辑《最终幻想I-II》（FC游戏机，1994年） ，《最终幻想I·II高级套装》（PlayStation，2002年）和《最终幻想I·II Advance》（Game Boy Advance，2004年）中，另有《Final Fantasy Mobile》（移动电话，2005年）同捆版。 |
| 最终幻想III首发日期： - 日本：1990年4月27日 - 北美：2006年11月14日 （任天堂DS版） - 欧洲：2007年5月4日 （任天堂DS版）      | 各平台发行年份： 1990年 – FC游戏机 2006年 – 任天堂DS 2011年 – iOS 2012年 – PlayStation Portable 2012年 – Android 2013年 – Windows Phone 2014年 – PC |
| 最终幻想III首发日期： - 日本：1990年4月27日 - 北美：2006年11月14日 （任天堂DS版） - 欧洲：2007年5月4日 （任天堂DS版）      | 备注： - 任天堂DS版使用了3D画面完全重制游戏。 - Android版可在Amazon Appstore下载。 - Android版可运行于OUYA。 - PC的3D版可在Steam下载。 |
| 最终幻想IV首发日期： - 日本：1991年7月19日 - 北美：1991年11月23日 - 欧洲：2002年1月5日 （PlayStation版）                   | 各平台发行年份： 1991年 – 超级任天堂 1991年 – 超级任天堂（《Final Fantasy IV Easytype》） 1997年 – PlayStation 2002年 – WonderSwan Color 2005年 – Game Boy Advance (Final Fantasy IV Advance) 2007年 – 任天堂DS 2009年 – 移动电话 2011年 – PlayStation Portable（《最終幻想IV 完全收藏輯》） 2012年 – iOS 2013年 – Android 2014年 – PC |
| 最终幻想IV首发日期： - 日本：1991年7月19日 - 北美：1991年11月23日 - 欧洲：2002年1月5日 （PlayStation版）                   | 备注： - 游戏在北美最初发售时名为《最终幻想II》；其后的发行版本才开始使用《最终幻想IV》之名。 - 游戏在日本超级任天堂平台的再发行时名为《Final Fantasy IV Easytype》，游戏难度较原版降低。 - 此外游戏还被收录于合辑《Final Fantasy Collection》（PlayStation，1999年）和《最终幻想编年史》（2001年，PlayStation）中，欧版另有《Final Fantasy Anthology》（2002年，PlayStation）合辑，此外还有《Finest Fantasy For Advance》（2005年，Game Boy Advance）同捆版。 - 任天堂DS版使用了3D画面完全重制游戏并新增了一些要素。 - PSP版是一部原作的合辑，其整合续作了《最终幻想IV The After -月之归还-》中的新故事。 - Android版可在Amazon Appstore下载。 - PC的3D版可在Steam下载。                                                                   |
| 最终幻想V首发日期： - 日本：1992年12月6日 - 北美：1999年10月5日 （PlayStation版） - 欧洲：2002年1月5日 （PlayStation版）   | 各平台发行年份： 1992年 – 超级任天堂 1998年 – PlayStation 2006年 – Game Boy Advance（《Final Fantasy V Advance》） 2013年 – iOS 2013年 – Android |
| 最终幻想V首发日期： - 日本：1992年12月6日 - 北美：1999年10月5日 （PlayStation版） - 欧洲：2002年1月5日 （PlayStation版）   | 备注： - 此外游戏还被收录于合辑《Final Fantasy Collection》（1999年，PlayStation）和《Final Fantasy Anthology》（2002年，PlayStation）中，另有《Finest Fantasy For Advance》（2006，Game Boy Advance）同捆版。 - PlayStation 3、PlayStation Vita以及PlayStation Portable可通过PlayStation Store下载。 |
| 最终幻想VI首发日期： - 日本：1994年4月2日 - 北美：1994年10月11日 - 欧洲：2002年3月1日 （PlayStation版）                    | 各平台发行年份： 1994年 – 超级任天堂 1999年 – PlayStation 2006年 – Game Boy Advance（《Final Fantasy VI Advance》） 2013年 – iOS 2013年 – Android |
| 最终幻想VI首发日期： - 日本：1994年4月2日 - 北美：1994年10月11日 - 欧洲：2002年3月1日 （PlayStation版）                    | 备注： - 游戏最初在北美版超级任天堂平台发售时名为《最终幻想III》；之后发售的版本都名为《最终幻想VI》。 - 此外游戏还被收录于合辑《Final Fantasy Collection》（1999年，PlayStation）和在北美发售的《Final Fantasy Anthology》（2002年，PlayStation）中，另有《Finest Fantasy for Advance》（2006年，Game Boy Advance）同捆版。 - PlayStation 3、PlayStation Vita以及PlayStation Portable可通过PlayStation Store下载。 |
| 最終幻想VII首发日期： - 日本：1997年1月31日 - 北美：1997年9月7日 - 欧洲：1997年11月1日                                     | 各平台发行年份： 1997年 – PlayStation 1997年 – PlayStation (最終幻想VII 国际版) 1998年 – Microsoft Windows 个人电脑 2012年 – PC 2015年 - iOS 2020年 – PlayStation 4 (最终幻想VII 重制版) |
| 最終幻想VII首发日期： - 日本：1997年1月31日 - 北美：1997年9月7日 - 欧洲：1997年11月1日                                     | 备注： - 国际版发行于日本的PlayStation平台（1997年，游戏名为《Final Fantasy VII 国际版》）。 - PlayStation 3和PlayStation Portable版可通过PlayStation Network下载。 - PC的重制版可在Steam下载。 |
| 最終幻想VIII首发日期： - 日本：1999年2月11日 - 北美：1999年9月9日 - 欧洲：1999年10月27日                                   | 各平台发行年份： 1999年 – PlayStation 2000年 – Microsoft Windows 个人电脑 2013年 – PC |
| 最終幻想VIII首发日期： - 日本：1999年2月11日 - 北美：1999年9月9日 - 欧洲：1999年10月27日                                   | 备注： - PlayStation 3、PlayStation Vita以及PlayStation Portable可通过PlayStation Store下载。 - PC的重制版可在Steam下载。 |
| 最終幻想IX首发日期： - 日本：2000年7月7日 - 北美：2000年11月13日 - 欧洲：2001年2月16日                                     | 各平台发行年份： 2000年 – PlayStation |
| 最終幻想IX首发日期： - 日本：2000年7月7日 - 北美：2000年11月13日 - 欧洲：2001年2月16日                                     | 备注： - 2010年12月31日，玩家可在史克威尔艾尼克斯的PlayOnline网络服务中对战《最终幻想IX》的迷你卡牌游戏《Tetra Master》。 - PlayStation 3、PlayStation Vita以及PlayStation Portable可通过PlayStation Store下载。 |
| 最終幻想X首发日期： - 日本：2001年7月19日 - 北美：2001年12月17日 - 欧洲：2002年5月24日                                     | 各平台发行年份： 2001年 – PlayStation 2 2002年 – PlayStation 2（《Final Fantasy X 国际版》) 2013年 – PlayStation 3，PlayStation Vita |
| 最終幻想X首发日期： - 日本：2001年7月19日 - 北美：2001年12月17日 - 欧洲：2002年5月24日                                     | 备注： - 国际版在日本PlayStation 2平台发布（2002年，名为《Final Fantasy X 国际版》），其中另含关于衔接《最终幻想X》及其续篇《最终幻想X-2》剧情的短片 - 游戏还被收录于合辑《Final Fantasy X/X-2 Ultimate Box》（2005年）中。 |
| 最終幻想XI首发日期： - 日本：2002年5月16日 - 北美：2003年10月28日 - 欧洲：2004年9月16日                                    | 各平台发行年份： 2002年 – PlayStation 2，Microsoft Windows 个人电脑 2006年 – Xbox 360 |
| 最終幻想XI首发日期： - 日本：2002年5月16日 - 北美：2003年10月28日 - 欧洲：2004年9月16日                                    | 备注： - 系列中的第一个大型多人在线角色扮演游戏。 - 游戏发布了五个资料片：《吉拉德的幻影》（2003年），《普罗玛西亚的咒缚》（2004年）， 《阿特尔冈的秘宝》（2006年），《阿尔塔娜的神兵》（2007年）和《雅特林的魔境》（2013年）。 - 游戏发布了三个附加组件或小资料片：《石之梦 瓦纳蒂尔最终颂》（2009年3月），《战栗！莫古祭之夜》（2009年7月）以及《珊多多帝国的阴谋》 （2009年10月）。 - 从首个资料片开始在北美发布（2003年）。 - 从第二个资料片开始在欧洲发布（2004年）。 - 从第三个资料片开始在Xbox 360平台发布。 - 《Final Fantasy XI 维纳戴尔2007合集》收录了游戏及前三个资料片。 - 《Final Fantasy XI 维纳戴尔2008合集》收录了游戏及全部四个资料片。 - 《Final Fantasy XI 终极版》（2010年）收录了游戏，全部的资料片和所有的附加组件。 |
| 最終幻想XII首发日期： - 日本：2006年3月16日 - 北美：2006年10月31日 - 欧洲：2007年2月23日                                   | 各平台发行年份： 2006年 – PlayStation 2 2007年 – PlayStation 2 (《Final Fantasy XII 国际版黄道十二宫职业系统》) |
| 最終幻想XII首发日期： - 日本：2006年3月16日 - 北美：2006年10月31日 - 欧洲：2007年2月23日                                   | 备注： - 国际版发行于日本PlayStation 2平台（2007年，《Final Fantasy XII 国际版黄道十二宫职业系统》） - 国际版属于伊瓦莉斯联盟。 |
| 最終幻想XIII首发日期： - 日本：2009年12月17日 - 北美：2010年3月9日 - 欧洲：2010年3月9日 - 臺港：2009年12月17日             | 各平台发行年份： 2009年 – PlayStation 3，Xbox 360 2010年 – Xbox 360 (《Final Fantasy XIII Ultimate Hits 国际版》) 2014年 – PC |
| 最終幻想XIII首发日期： - 日本：2009年12月17日 - 北美：2010年3月9日 - 欧洲：2010年3月9日 - 臺港：2009年12月17日             | 备注： - 属于新的水晶故事 最终幻想。 - 于日本Xbox 360版本仅发行国际版（2010，题为《Final Fantasy XIII Ultimate Hits 国际版》）。。 - PC版可在Steam下载。 |
| 最終幻想XIV首发日期： - 日本：2010年9月30日 - 北美：2010年9月30日 - 欧洲：2010年9月30日 - 中国大陆：2014年8月20日          | 各平台发行年份： 2010年 – Microsoft Windows 个人电脑 2013年 – PlayStation 3 2014年 – PlayStation 4 |
| 最終幻想XIV首发日期： - 日本：2010年9月30日 - 北美：2010年9月30日 - 欧洲：2010年9月30日 - 中国大陆：2014年8月20日          | 备注： - 系列的第二部大型多人在线角色扮演游戏。 - 2013年推出《最终幻想XIV：重生之境》，采用了新引擎，重新制作了游戏玩法。 |
| 最終幻想XV首发日期： - 全球：2016年9月30日                                                                                 | 各平台发行年份： 2016年 – PlayStation 4、Xbox One 2018年 – PC 2019年 – Google Stadia |
| 最終幻想XVI首发日期： - 全球：2023年6月22日                                                                                | 各平台发行年份： 2023年 – PlayStation 5 |
| 最終幻想XVI首发日期： - 全球：2023年6月22日                                                                                | 备注： - 系列中首度完全放棄選單式戰鬥轉向即時戰鬥制的遊戲。 |

## 主系列相关游戏
| 作品 | |
| ---- | --- |
| 最終幻想X-2首发日期： - 日本：2003年3月13日'"`UNIQ--ref-000000B 6-QINU`"' - 北美：2003年11月18日'"`UNIQ--ref-000000B 7-QINU`"' - PAL：2004年2月20日'"`UNIQ--ref-000000B 8-QINU`"'     | 各平台发行年份： 2003年 – PlayStation 2 2004年 – PlayStation 2（《Final Fantasy X-2 国际版+最后的任务》） 2013年 – PlayStation 3，PlayStation Vita                                                                                                  |
| 最終幻想X-2首发日期： - 日本：2003年3月13日'"`UNIQ--ref-000000B 6-QINU`"' - 北美：2003年11月18日'"`UNIQ--ref-000000B 7-QINU`"' - PAL：2004年2月20日'"`UNIQ--ref-000000B 8-QINU`"'     | 备注： - 《Final Fantasy X》的续作。。 - 系列中第一个主系列编号游戏同世界观的直接续作。 - 国际版于2004年在日本PlatStation 2平台发售，标题为《Final Fantasy X-2 国际版+最后的任务》。 - 收录于合集《Final Fantasy X/X-2 Ultimate Box》（2005年）中。 |
| 最终幻想IV The After -月之归还-首发日期： - 日本：2008年2月18日 - 北美：2009年6月1日 (WiiWare版) - PAL：2009年6月5日'"`UNIQ--ref-000000C 0-QINU`"' (WiiWare版)     | 各平台发行年份： 2008年 – 移动电话 2009年 – WiiWare 2011年 - PlayStation Portable (最終幻想IV 完全收藏輯) 2013年 – iOS，Android |
| 最终幻想IV The After -月之归还-首发日期： - 日本：2008年2月18日 - 北美：2009年6月1日 (WiiWare版) - PAL：2009年6月5日'"`UNIQ--ref-000000C 0-QINU`"' (WiiWare版)     | 备注： - 《Final Fantasy IV》的续作。 - 章节式发行。 - PSP版的完全收藏輯包含了游戏本篇和月之归还，以及一段连接二者的全新故事。 |

### 最终幻想VII补完计划
| 作品                                                                                             | |
| ------------------------------------------------------------------------------------------------ | --- |
| 危机之前 -最终幻想VII-首发日期： - 日本：2004年9月24日                                           | 各平台发行年份： 2004年 – 移动电话 |
| 危机之前 -最终幻想VII-首发日期： - 日本：2004年9月24日                                           | 备注： - 仅在日本发行。平台为NTT DoCoMo FOMA iMode移动电话，SoftBank Yahoo!移动电话和au EZweb移动电话。 - 《Final Fantasy VII》的前传。讲述雪崩组织和塔克斯组织的故事。 - 属于最终幻想VII补完计划。                                  |
| 地獄犬的輓歌：最終幻想VII首发日期： - 日本：2006年1月26日'"`UNIQ--ref-000000D 5-QINU`"' - 北美：2006年8月15日'"`UNIQ--ref-000000D 6-QINU`"' - PAL：2006年11月7日'"`UNIQ--ref-000000D 7-QINU`"'                                                                                                 | 各平台发行年份： 2006年 – PlayStation 2 2006年 – 移动电话（地狱犬的挽歌失落的插曲-最终幻想VII） 2008年 – PlayStation 2（地狱犬的挽歌 -最终幻想VII- 国际版）                                                                          |
| 地獄犬的輓歌：最終幻想VII首发日期： - 日本：2006年1月26日'"`UNIQ--ref-000000D 5-QINU`"' - 北美：2006年8月15日'"`UNIQ--ref-000000D 6-QINU`"' - PAL：2006年11月7日'"`UNIQ--ref-000000D 7-QINU`"'                                                                                                 | 备注： - 带有角色扮演要素的第三人称射击游戏。 - 故事发生在《Final Fantasy VII》的三年后。 - “失落的插曲”章节仅于日本的移动电话平台发售，故事发生在本篇中途。 - 日本有发行国际版（2008，PlayStation 2）。 - 属于最终幻想VII补完计划。 |
| 核心危機：最終幻想VII首发日期： - 日本：2007年9月13日 - 北美：2008年3月25日 - PAL：2008年6月26日 | 各平台发行年份： 2007年 – PlayStation Portable |
| 核心危機：最終幻想VII首发日期： - 日本：2007年9月13日 - 北美：2008年3月25日 - PAL：2008年6月26日 | 备注： - 《Final Fantasy VII》的前传，讲述扎克斯的故事。 - 属于最终幻想VII补完计划。 |

### 伊瓦莉斯联盟
| 作品 | |
| --- | --- |
| 最終幻想戰略版首发日期： - 日本：1997年6月20日 - 北美：1998年1月28日 - PAL：2007年10月5日 (PlayStation Portable版) | 各平台发行年份： 1997年 – PlayStation 2007年 – PlayStation Portable （《最终幻想战略版：狮子战争》） 2011年 - iOS (《最终幻想战略版：狮子战争》)                                               |
| 最終幻想戰略版首发日期： - 日本：1997年6月20日 - 北美：1998年1月28日 - PAL：2007年10月5日 (PlayStation Portable版) | 备注： - 使用了来自最终幻想系列概念和主题的戰略角色扮演遊戲。 - 2007年的《最终幻想战略版：狮子战争》属于伊瓦莉斯联盟的一部分。 - 背景设定在伊瓦莉斯，之后《最终幻想XII》再次使用了这一世界观。 |
| 最终幻想战略版Advance首发日期： - 日本：2003年2月14日 - 北美：2003年9月8日 - PAL：2003年10月24日                   | 各平台发行年份： 2003年 – Game Boy Advance |
| 最终幻想战略版Advance首发日期： - 日本：2003年2月14日 - 北美：2003年9月8日 - PAL：2003年10月24日                   | 备注： - 使用了来自最终幻想系列概念和主题的戰略角色扮演遊戲。 - 并非《最终幻想战略版》的续作。 - 本作魔法书中的幻想世界伊瓦莉斯也就是《最终幻想XII》的伊瓦莉斯世界。                           |
| 最终幻想战略版A2：封穴的魔法书首发日期： - 日本：2007年10月25日 - 北美：2008年6月24日 - PAL：2008年6月27日         | 各平台发行年份： 2007年 – 任天堂DS |
| 最终幻想战略版A2：封穴的魔法书首发日期： - 日本：2007年10月25日 - 北美：2008年6月24日 - PAL：2008年6月27日         | 备注： - 使用了来自最终幻想系列概念和主题的戰略角色扮演遊戲。 - 《最终幻想战略版Advance》的续作，不过故事发生在属于真实世界的伊瓦莉斯。 - 属于伊瓦莉斯联盟的一部分。                           |
| 最終幻想XII：歸來之翼首发日期： - 日本：2007年4月26日 - 北美：2007年11月20日 - PAL：2008年2月15日                  | 各平台发行年份： 2007年 – 任天堂DS |
| 最終幻想XII：歸來之翼首发日期： - 日本：2007年4月26日 - 北美：2007年11月20日 - PAL：2008年2月15日                  | 备注： - 《Final Fantasy XII》的续作。 - 属于伊瓦莉斯联盟的一部分。 |
| 堡垒未公佈 － 未登陸任何平台                                                                                       | 原定平台与发行年份： 原定于Microsoft Windows、PlayStation 3和Xbox 360平台发行。 |
| 堡垒未公佈 － 未登陸任何平台                                                                                       | 备注： - 《Final Fantasy XII》的分支作。最初由GRIN负责开发，之后移交给另一工作室，最后取消。                                                                                                   |

### 新的水晶故事 最终幻想
| 作品                                                                                      | |
| ----------------------------------------------------------------------------------------- | --- |
| 最終幻想 零式首发日期： - 日本：2011年10月27日 - 北美：2015年3月17日                      | 各平台发行年份： 2011年 - PlayStation Portable 2015 - PlayStation 4，Xbox One                                                                                    |
| 最終幻想 零式首发日期： - 日本：2011年10月27日 - 北美：2015年3月17日                      | 备注： - 公布时名为《Final Fantasy Agito XIII》，原计划为手机游戏 - 故事发生在与《Final Fantasy XIII》不同的世界，仅共享背景神话。 - 属于新的水晶故事 最终幻想。 |
| 最終幻想XIII-2首发日期： - 日本：2011年12月15日 - 北美：2012年1月31日 - PAL：2012年2月3日 | 各平台发行年份： 2011年 - PlayStation 3，Xbox 360 2014年 - Microsoft Windows                                                                                     |
| 最終幻想XIII-2首发日期： - 日本：2011年12月15日 - 北美：2012年1月31日 - PAL：2012年2月3日 | 备注： - 《Final Fantasy XIII》的直接续作。 - 属于新的水晶故事 最终幻想。                                                                                        |
| 雷霆归来 最终幻想XIII首发日期： - 日本：2013年11月21日 - 北美：2014年2月11日              | 各平台发行年份： 2013年 - PlayStation 3，Xbox 360 |
| 雷霆归来 最终幻想XIII首发日期： - 日本：2013年11月21日 - 北美：2014年2月11日              | 备注： - 《Final Fantasy XIII》和《Final Fantasy XIII-2》的直接续作。 - 属于新的水晶故事 最终幻想。                                                              |
| 最終幻想Agito首发日期： - 日本：2014年5月14日                                             | 各平台发行年份： 2014年 – iOS，Android |
| 最終幻想Agito首发日期： - 日本：2014年5月14日                                             | 备注： - 采用《最終幻想 零式》相同世界观。 - 属于新的水晶故事 最终幻想。                                                                                         |

## 外传
| 作品                                                                                                 | |
| --- | --- |
| 陆行鸟系列                                                                                           | 各平台发行年份： 1997年 – PlayStation（陆行鸟的不思议迷宫） 1999年 – PlayStation（陆行鸟的不思议迷宫2） 1999年 – PlayStation（陸行鳥大賽車） 1999年 – PlayStation（陆行鸟合辑） 2000年 – WonderSwan（工作陆行鸟） 2002年 – Game Boy Advance（陆行鸟大陆 骰子游戏） 2003年 – 移动电话（Choco-Mate） 2006年 – 移动电话（陆行鸟de移动电话） 2006年 – 任天堂DS（陆行鸟与魔法绘本） 2007年 – Wii（陆行鸟不思议迷宫 忘却时间的迷宫） 2008年 – 任天堂DS（希德和陆行鸟的不思议迷宫 忘却时间的迷宫 DS+） 2008年 – 任天堂DS（陆行鸟与魔法绘本 魔女、少女和五勇者） |
| 陆行鸟系列                                                                                           | 备注： - 本系列是以最终幻想系列生物陆行鸟为主要角色的游戏系列 - 本系列大部分游戏都仅在日本发行。 |
| 最终幻想水晶编年史系列                                                                               | 各平台发行年份： 2003年 – Nintendo GameCube（最终幻想水晶编年史） 2007年 – 任天堂DS（最終幻想水晶編年史 命運之輪） 2008年 – WiiWare（小小国王与约定之国 最终幻想水晶编年史） 2009年 – Wii（最终幻想水晶编年史 时之回声） 2009年 – 任天堂DS（最终幻想水晶编年史 时之回声） 2009年 – WiiWare（光与暗的公主和征服世界之塔 最终幻想水晶编年史） 2009年 – Wii（最终幻想水晶编年史 水晶持有者） |
| 最终幻想水晶编年史系列                                                                               | 备注： - 动作角色扮演游戏系列，使用了最终幻想系列的一些设定。 |
| 水晶守卫者                                                                                           | 各平台发行年份： 2008年 – 移动电话（水晶守卫者） 2008年 – iOS，Wiiware，Xbox Live Arcade，PlayStation Network（水晶防御者） 2009年 – iOS（水晶防御者 先锋风暴） |
| 水晶守卫者                                                                                           | 备注： - 回合制战略塔防游戏,采用了《最终幻想战略版A2 封穴的魔法书》中的职业系统、怪兽和召唤兽. |
| 聖劍傳說 ～最終幻想外傳～首发日期： - 日本：1991年6月8日 - 北美：1991年11月1日 - PAL：1993年6月17日  | 各平台发行年份： 1991年 – Game Boy |
| 聖劍傳說 ～最終幻想外傳～首发日期： - 日本：1991年6月8日 - 北美：1991年11月1日 - PAL：1993年6月17日  | 备注： - 美版名为，欧版名为 - 仅第一作采用了最终幻想的设定和名称，后续作品及重制都不再使用，发展成为独立系列圣剑传说系列。 |
| 最终幻想 神秘历险首发日期： - 日本：1993年9月10日 - 北美：1992年10月5日 - PAL：1993年                | 各平台发行年份： 1993年 – 超级任天堂 |
| 最终幻想 神秘历险首发日期： - 日本：1993年9月10日 - 北美：1992年10月5日 - PAL：1993年                | 备注： - 采用了动作冒险元素的角色扮演游戏。 - 日版名为ファイナルファンタジーUSA ミスティッククエスト（），美版名为，欧版名为。 |
| 最终幻想：无限 with U首发日期： - 日本：2002年8月20日                                                | 各平台发行年份： 2002年 – 移动电话 |
| 最终幻想：无限 with U首发日期： - 日本：2002年8月20日                                                | 备注： - 设定在最终幻想：无限世界观的移动电话游戏。 |
| 最终幻想：无限 PC冒险 - 迷宫首发日期： - 日本：2003年5月16日                                         | 各平台发行年份： 2003年 – Microsoft Windows |
| 最终幻想：无限 PC冒险 - 迷宫首发日期： - 日本：2003年5月16日                                         | 备注： - 设定在最终幻想：无限世界观的PC游戏。 |
| 最终幻想VII 滑雪首发日期： - 日本：2005年3月29日 - 北美：2005年3月29日                               | 各平台发行年份： 2005年 – 移动电话 |
| 最终幻想VII 滑雪首发日期： - 日本：2005年3月29日 - 北美：2005年3月29日                               | 备注： - 《最终幻想VII》滑雪小游戏的手机游戏移植版。 |
| 最終幻想 紛爭首发日期： - 日本：2008年12月18日 - 北美：2009年8月25日 - PAL：2009年9月4日             | 各平台发行年份： 2008年 – PlayStation Portable |
| 最終幻想 紛爭首发日期： - 日本：2008年12月18日 - 北美：2009年8月25日 - PAL：2009年9月4日             | 备注： - 使用了最终幻想主系列主要角色的3D格斗游戏。 |
| 最終幻想 紛爭012首发日期： - 日本：2011年3月3日 - 北美：2011年3月22日 - 欧洲：2011年3月25日          | 各平台发行年份： 2011年 – PlayStation Portable |
| 最終幻想 紛爭012首发日期： - 日本：2011年3月3日 - 北美：2011年3月22日 - 欧洲：2011年3月25日          | 备注： - 使用了最终幻想主系列主要角色的3D格斗游戏。 - 《最終幻想 紛爭》的前传。 |
| 光之4战士 -最终幻想外传-首发日期： - 日本：2009年10月29日 - 北美：2010年10月5日 - PAL：2010年10月8日 | 各平台发行年份： 2009年 – 任天堂DS |
| 光之4战士 -最终幻想外传-首发日期： - 日本：2009年10月29日 - 北美：2010年10月5日 - PAL：2010年10月8日 | 备注： - 最终幻想系列的外传作品。 - 美版名为。 |
| 最终幻想传奇 光与暗的战士首发日期： - 日本：2010年9月6日                                             | 各平台发行年份： 2010年 – 移动电话 2012 – iOS，Android |
| 最终幻想传奇 光与暗的战士首发日期： - 日本：2010年9月6日                                             | 备注： - 移动设备平台的角色扮演游戏。 - 美版名为。 |
| Final Fantasy Brigade首发日期： - 日本：2012年1月6日                                                 | 各平台发行年份： 2012年 - 移动电话 |
| Final Fantasy Brigade首发日期： - 日本：2012年1月6日                                                 | 备注： - 以在线社交为主的游戏。 |
| 最終幻想 節奏劇場首发日期： - 日本：2012年2月16日 - 北美：2012年7月3日 - 欧洲：2012年7月6日          | 各平台发行年份： 2012年 - 任天堂3DS |
| 最終幻想 節奏劇場首发日期： - 日本：2012年2月16日 - 北美：2012年7月3日 - 欧洲：2012年7月6日          | 备注： - 最终幻想系列的节奏游戏。 |

## 捆绑发行
| 作品                                                                                             | |
| ------------------------------------------------------------------------------------------------ | --- |
| Final Fantasy I•II首发日期： - 日本：1994年2月27日                                               | 各平台发行年份： 1994年 – FC游戏机 |
| Final Fantasy I•II首发日期： - 日本：1994年2月27日                                               | 备注： - 最终幻想和最终幻想II的合集。 |
| Final Fantasy Collection首发日期： - 日本：1999年3月11日                                         | 各平台发行年份： 1999年 – PlayStation |
| Final Fantasy Collection首发日期： - 日本：1999年3月11日                                         | 备注： - Final Fantasy IV，Final Fantasy V和Final Fantasy VI的PlayStation版移植合集，仅在日本发售。 |
| Final Fantasy Anthology首发日期： - 北美：1999年1月13日 - PAL：2000年10月5日                     | 各平台发行年份： 1999年 – PlayStation |
| Final Fantasy Anthology首发日期： - 北美：1999年1月13日 - PAL：2000年10月5日                     | 备注： - 北美发售的版本是《Final Fantasy V》和《Final Fantasy VI》的PlayStation版移植合集，内含特别音乐集CD。 - 欧洲及澳洲发售的版本是《Final Fantasy IV》和《Final Fantasy V》的PlayStation版移植合集。 |
| 最终幻想编年史首发日期： - 北美：2001年6月29日                                                   | 各平台发行年份： 2001年 – PlayStation |
| 最终幻想编年史首发日期： - 北美：2001年6月29日                                                   | 备注： - 《最终幻想IV》和《时空之轮》的合辑，仅在北美发售。 |
| 最终幻想I·II高级套装首发日期： - 日本：2002年10月31日 - 北美：2003年4月8日 - PAL：2003年3月14日  | 各平台发行年份： 2002年 – PlayStation |
| 最终幻想I·II高级套装首发日期： - 日本：2002年10月31日 - 北美：2003年4月8日 - PAL：2003年3月14日  | 备注： - 《最终幻想》和《Final Fantasy II》的PlayStation版移植合集 - 美版名为。 |
| 最终幻想I·II Advance首发日期： - 日本：2004年7月29日 - 北美：2004年11月29日 - PAL：2004年12月3日 | 各平台发行年份： 2004年 – Game Boy Advance |
| 最终幻想I·II Advance首发日期： - 日本：2004年7月29日 - 北美：2004年11月29日 - PAL：2004年12月3日 | 备注： - 《Final Fantasy》和《Final Fantasy II》的Game Boy Advance版移植合集 - 美版名为。 |
| Final Fantasy X/X-2 Ultimate Box首发日期： - 日本：2005年9月9日                                  | 各平台发行年份： 2005年 – PlayStation 2 |
| Final Fantasy X/X-2 Ultimate Box首发日期： - 日本：2005年9月9日                                  | 备注： - 《Final Fantasy X》和《Final Fantasy X-2的合集，包含一段衔接两作的故事，即“永远的安宁节”。 |